# Joanna av Gallura
Joanna av Gallura, död 1339, var en monark på Sardinien. Hon var "domare" (regerande drottning) i Gallura mellan 1298 och 1339.